# 谢小用
谢小用（1964年2月—），男，黑龙江哈尔滨人，中华人民共和国外交官，曾任中华人民共和国驻白俄罗斯共和国特命全权大使。

## 生平
1990年，任中华人民共和国国家计划委员会外事司科员。1992年，进入外交部，先后在外交部欧亚司、驻哈巴罗夫斯克总领事馆、外交部办公厅任职。2003年，任驻乌克兰大使馆参赞。2005年，任驻圣彼得堡总领事馆副总领事。2008年，任外交部国外工作局副局长。2010年6月，出任中华人民共和国驻圣彼得堡总领事。2012年，任驻俄罗斯大使馆公使。2015年，任外交部干部司正司级干部。2016年，任中石油海外勘探开发公司副总经理。2018年，任上海合作组织副秘书长。2020年10月，出任中华人民共和国驻白俄罗斯大使。2024年9月，自驻白俄罗斯大使离任。

## 家庭
已婚，有一女。